# Charles Balsan
Pour les articles homonymes, voir Balsan.
Pour les autres membres de la famille, voir Famille Balsan.
Pierre-Fulcran-Jean-Charles Balsan (16 août 1838, Paris - 4 février 1912, Paris), est un manufacturier et homme politique français, frère d'Auguste Balsan.

## Biographie
Troisième fils de Jean-Pierre Balsan (1807-1869), manufacturier et administrateur de la Banque de France de Châteauroux, et d'Elodie Martin, Charles Balsan suivit ses études au collège Rollin, puis sorti ingénieur de l'École centrale.
Il dirigea avec son frère, Auguste Balsan, l'ancienne manufacture royale de drap Balsan (17 août 1751) à Châteauroux et participa en 1891 à la création d'une sucrerie qui connut un grand développement. Il fut longtemps président du Tribunal de commerce et vice-président de la Société d'agriculture.
En 1874, il acquit le château du Plessis (Velles) et ses 1164 hectares de terrains.
Balsan fut nommé censeur en 1879, puis régent en 1890 de la Banque de France (XVe siège) ; il fut administrateur de la Compagnie d'assurances « La France ».
Conseiller municipal de Châteauroux et conseiller général, il fut élu député conservateur en 1889 dans la première circonscription de Châteauroux, réélu en 1893 et en 1898, à chaque fois au premier tour.

### Vie familiale
Époux en 1865 de Thérèse Dupuytren, fille de Louis Dupuytren, magistrat et membre du Conseil d'Escompte de la Banque de France, et d'Adèle Jullien-Gatineau, ainsi que sœur de Raymond Dupuytrem, ils eurent :
- Thérèse Simone (1866-1925), épouse du général-comte Octave Exelmans;
- Marie Madeleine, belle-fille du vicomte Alfred de Meaux ;
- Jean Charles (1874-1930), industriel et régent de la Banque de France, gendre de Maurice Ternaux-Compans ;
  - Louis Balsan (1911-1982)
- Marie Elisabeth (1876-1953), épouse du baron Elzéar Bourgnon de Layre ;
- Charles-Henri (1881-1942), marié à Nicole Delfau de Pontalba.

## Publications
- Note à propos des projets sur les laines d'importation étrangère - 1872